# エリザベス・アン・シートン
エリザベス・アン・ベイリー・シートン（英：Elizabeth Ann Bayley Seton 1774年8月28日 - 1821年1月4日）は、アメリカ合衆国で最初のカトリック系女学校をメリーランド州・エミツバーグに設立し、また、同じく同国で最初の修道女の共同体となる「愛徳修道女会(the Sisters of Charity)」を設立した人物。1975年9月14日にアメリカ合衆国生まれの国民として初めて列聖され、聖人となる 。

## 生涯

### 幼少期
エリザベスは1774年8月28日にニューヨーク市で社会的に著名な夫妻のリチャード・ベイリー博士とキャサリン・チャールトンの2番目の子供として生まれた。ベイリー及びキャサリンの一族は、ニューヨーク区域では初期のヨーロッパからの移住民である。エリザベスの父親の両親はフランス人で、カルヴァン派のプロテスタント教徒(ユグノー)であり、ニューヨーク州のニューロシェルに住んでいた。
父親のベイリー博士はニューヨーク衛生管理官たちの長として、船でニューヨーク湾のスタテン島に上陸する移民たちを世話することに専念した。黄熱病がこの街を襲った時にも、それと同様にニューヨークの住民たちを看病した（黄熱病は、1785年に4ヵ月で700人もの死者を出している。）。ベイリー博士は後にコロンビア大学で最初の解剖学の教授として奉職した。エリザベスの母親はイングランド国教会の司祭の娘である。この司祭・エリザベスの祖父は、ニューヨークのスタテン島にある聖アンドリュー教会（聖アンデレ教会）で30年間教会主管者を務めた。つまりエリザベスは、（アメリカ独立革命以後）聖公会の環境で育てられたのである。
1777年、エリザベスが3歳の時に母親のキャサリンが逝去した。その死因は一番下の子供の出産に起因すると考えられている。母親のキャサリンが死んだ翌年の始め、エリザベスの父親は残された2人の子供に母親を与えようとして、シャーロット・アメリア・バークレイと結婚した。彼女はジェコブス・ジェームズ・ルーズベルト家の一員だった。この新しい母親は、教会の社会奉仕活動に参加しており、奉仕巡回として自分が貧しい人の家を訪問し食べ物や必要物資を与える時に、幼いエリザベスを連れて行った。

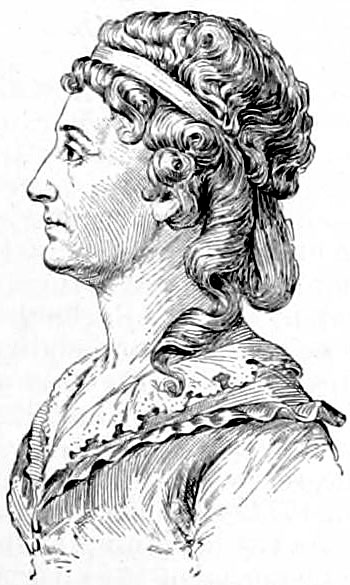
エリザベス・アン・シートン　アップルトン画

キャサリンの父と継母の間には5人の子供ができたが、この夫婦は離婚する結末となった。結婚生活が破たんした時、継母であるキャサリンは、エリザベスと姉を拒絶した。するとエリザベスの父は更なる医学研究のため、ロンドンに旅立った。そのため、エリザベスとその姉は、一時的に父方のおじであるウィリアム・ベイリー、その妻サラ・ペル・ベイリーと共にニューロシェルで暮らすことになった。
エリザベスは暗闇に包まれたこの期間を経験したし、二人目の母を失って感じた喪失感が、後にエリザベスの日記に表れている。これらの日記には、自然・詩そして音楽、特にピアノに対する彼女の愛情、読んだ本からのお気に入りの一節、それと同じように、宗教的な情熱、内観や黙想を好んだことが書かれている。
エリザベスは流暢なフランス語の使い手、素晴らしい演奏者、努力家の乗馬の騎手でもあった。

### 結婚・母親として
1794年1月25日にエリザベスは19歳でウィリアム・マギー・シートンと結婚した。ウィリアムは25歳で、裕福な輸入貿易を営む実業家だった。ニューヨークで最初に英国国教会の主教となったサミュエル・プロヴォストが、二人の結婚を挙式した。
エリザベスの夫ウィリアムの父親であるウィリアム・シートンは 貧しいが由緒正しいスコットランドの家の出であり、1758年にニューヨークへ移民し、ニュージャージー州のリングウッドで鉄工場の監督や協同所有者となった。ロイヤリストであり、ニューヨーク州・ニューヨーク市における最後の英国王室の公証人であった。自分の息子たち、ウィリアム（エリザベスの夫）とジェームスを輸出入貿易を営む商社、ウィリアム・シートン社に入れた。この会社は1793年にシートン・マイトランド社となった。エリザベスの夫ウィリアムは、1788年にヨーロッパの有力な会計事務所を訪問した。またイタリアのリボルノで著名な商人のフィリッポ・フィリッチと友人となり、彼の会社と商取引を行い、ストラディバリウスのバイオリンをアメリカにもたらした。
ウィリアムとエリザベスが結婚して間もなく、この夫婦はウォール・ストリートの瀟洒な住まいに引っ越した。ニューヨークの社交界では著名になり、シートン家はブロードウェイやウォール・ストリートの近くにある聖公会系の教会に属した。敬虔な信者だったエリザベスは後に主教となったジョン・ヘンリー・ホバートを霊的な指導者とした。義理の姉妹で、最愛なる心からの友人・レベッカ・メアリー・シートンと共に、エリザベスは継母の慈善事業を引き継いだ。この事業は病人や死を迎える人々を親身になって看病するものだった。エリザベスは実の父親から影響を受け、1797年に小さな子供を持つ未亡人を救援する団体の特別会員となり、その団体の会計係として奉仕した。
エリザベスの夫の父親が亡くなった時、シートン家の運命は1812年・米英戦争前の不安定な経済情勢により下降線をたどり始めた。エリザベスと夫ウィリアムの間には、アンナ・メアリー、ウィリアム2世、リチャード、キャサリン、レベッカ・メアリーの5人の子供たちがいたが、エリザベスの夫・ウィリアムには下に7歳から17歳までの弟・妹が6人いて、夫妻は彼らを引き取り、夫妻の子供たち5人に彼らが加わることとなった。このことから、エリザベスは、大きな邸宅に移る必要があった。

### 未亡人時代　そして カトリック教会への帰正

シートン一家の住居跡　エリザベスを称え、ロザリオの聖母教会敷地内に建てられている。隣接するのはジェームズ・ワトソン・ハウス

1798年から1800年にかけて擬似戦争が、アメリカ合衆国と革命後のフランスとの間で勃発した。この戦争によって、アメリカの輸送船は一連の打撃を受けた。エリザベスの夫、ウィリアム・シートンは、海上で船舶を数隻も失い、イギリスのフランス封鎖もあって破産に追いやられ、シートン一家はマンハッタン南端部にあった家を失った。
その次の夏、エリザベスと子供たちはエリザベスの父親の元に滞在した。エリザベスの父はその当時、まだニューヨーク港のスタテン島で衛生管理官を務めていた。1801年から1803年にかけて、シートン一家は8ステート・ストリートにある家で暮らした。ここは現在、ロザリオの聖母教会(1964年建造)の敷地である。エリザベスの夫、ウィリアム・シートンは、結婚生活のほぼ大半、肺結核を病んでおり、ストレスにより病をさらに悪化したため、主治医たちはウィリアムを暖かい気候のイタリアに送り、エリザベスとその長女はウィリアムに同行した。イタリアのレグホン港に到着すると同時に、一行は1ヵ月間、隔離された。これは、現地の当局がニューヨークから黄熱病を持ち込まれるかもしれないと恐れたためである。ウィリアムは1803年12月27日に逝去し、イタリアのリボルノに埋葬された。
エリザベスは、娘のアンナ・メアリーと共に、夫が晩年イタリアでのビジネス・パートナーの家族たちに受け入れられた。そしてこのイタリアの人々たちがエリザベスをカトリック教会に導くこととなる。
1805年3月14日、未亡人となったエリザベスはニューヨークへ戻るとすぐに、ニューヨークにある聖パウロカトリック教会の司祭マシュー・オブライエン師により、カトリック教会への帰正が認められた。その教会は、ニューヨークでたった一つのカトリック教会であった（反カトリック法がその数年前に撤廃された）。数年後、エリザベスは堅信の秘跡をボルチモアのジョン・キャロル司教から受けた。この司教は当時、アメリカで唯一のカトリック教会の司教だった。
エリザベスは、自らの生活と子供たちを養うため、若い女性のための学校を開いた。このように学校を開くのは、当時の社会的地位を持つ未亡人がよく行うことであったが、エリザベスがカトリック教会へ帰正したことが周囲に知れ渡ると、大部分の人々が自分の娘をエリザベスの学校から引き上げた。エリザベスは、1807年には、地元プロテスタント系の学校に通っている生徒たちを、マンハッタン島のスタイフェサント路地、聖マルコ教会の近くにあった自宅に下宿生として受け入れていた。
エリザベスが 聖スルピス会所属のカトリック司祭、ルイス・ウィリアム・ヴァレンタイン・デュプール師に会ったのは、エリザベスがカナダへ移住しようしていたその時であった。ルイス師はフランスからの移民で聖スピルス会士司祭たちのコミュニティの一員であり、セント・メアリー大学の学長だった。この時代にフランスでは、カトリックに対する恐怖政治が行われていたが、そのため聖スピルス会士たちはフランスからアメリカ合衆国に亡命し、この国で最初のカトリックによる学校を設立しようしていた。デュプール師は数年間、修道院経営の学校を構想していた。これは小さなカトリック・コミュニティをこの国に置くことが必要だということに直面したからである。

### 女性の学校創立者として
エリザベスは、数年間いくつかの試行錯誤を続け、困難な年月を過ごしたが、それでも彼女は努力し続けた。その後、エリザベスは1809年に聖スルピス会から誘われ、メリーランドのエミスバーグに移住した。一年後にエリザベスはセント・ジョゼフス・アカデミー・アンド・フリー・スクール(Saint Joseph's Academy and Free School：聖ヨゼフ学園と自由学校)を設立した。これはカトリックの女子教育に専心した学校だった。財政的支援は、資産家でカトリックへの帰正者だったサミュエル・サザーランド・コッパーが引き受けた。この当時、セント・メアリー大学がジョン・デュボイスと聖スピルス会士たちによって設立された。サミュエルはこの大学の学生でもあった。
この年の7月31日エリザベスはエミスバーグに貧しい子供たちを世話することを目的とした共同体を設立した。アメリカで最初に設立された修道女の共同体で、この共同体による学校はアメリカで最初に建てられた無料のカトリック学校だった。この学校は控えめに開講されたが、アメリカでのカトリック教区による学校組織の先駆として注目された。
この共同体は、当初、聖ヨセフ愛徳修道女会と呼ばれた。ここからエリザベスは「マザー・シートン」とよばれるようになった。この修道女たちはフランスの愛徳姉妹会の聖ビンセンシオ・ア・パウロによる会則に従った。

### 晩年と死去
エリザベスの晩年は、この新しい共同体を導き、発展させることに費やされた。エリザベス、マザー・シートンはチャーミングで教養ある婦人として描かれた。エリザベスは宗教的使命により慈善活動を行う決心をした時、エリザベスが持つニューヨーク社交界の人脈、自ら築き上げた新しい生活に対する社会的な圧力により、この決心を思い止まることはなかった。は。行う使命自ら作り上げた彼女自身の新しい生活を離れることへの社会的圧力が伴うことは、決して宗教家としての彼女の仕事と慈善事業の任務を行うことを思いとどまらせることはなかった。エリザベスが直面した最大の困難は、誤解による内面的なもの、他人との葛藤、二人の娘の死、他を愛する人、そして共同体の若い修道女たちだった。
エリザベスは1821年1月4日に46歳で死去した。死因は結核だった。エリザベスの墓はアメリカ合衆国・メリーランド州の聖エリザベス・アン・シートン大聖堂にある。
1830年までに、エリザベスが創立した共同体の修道女たちは遠く西へ向かい、シンシナティそしてニューオリンズで、孤児院や学校を経営していた。

## 遺産

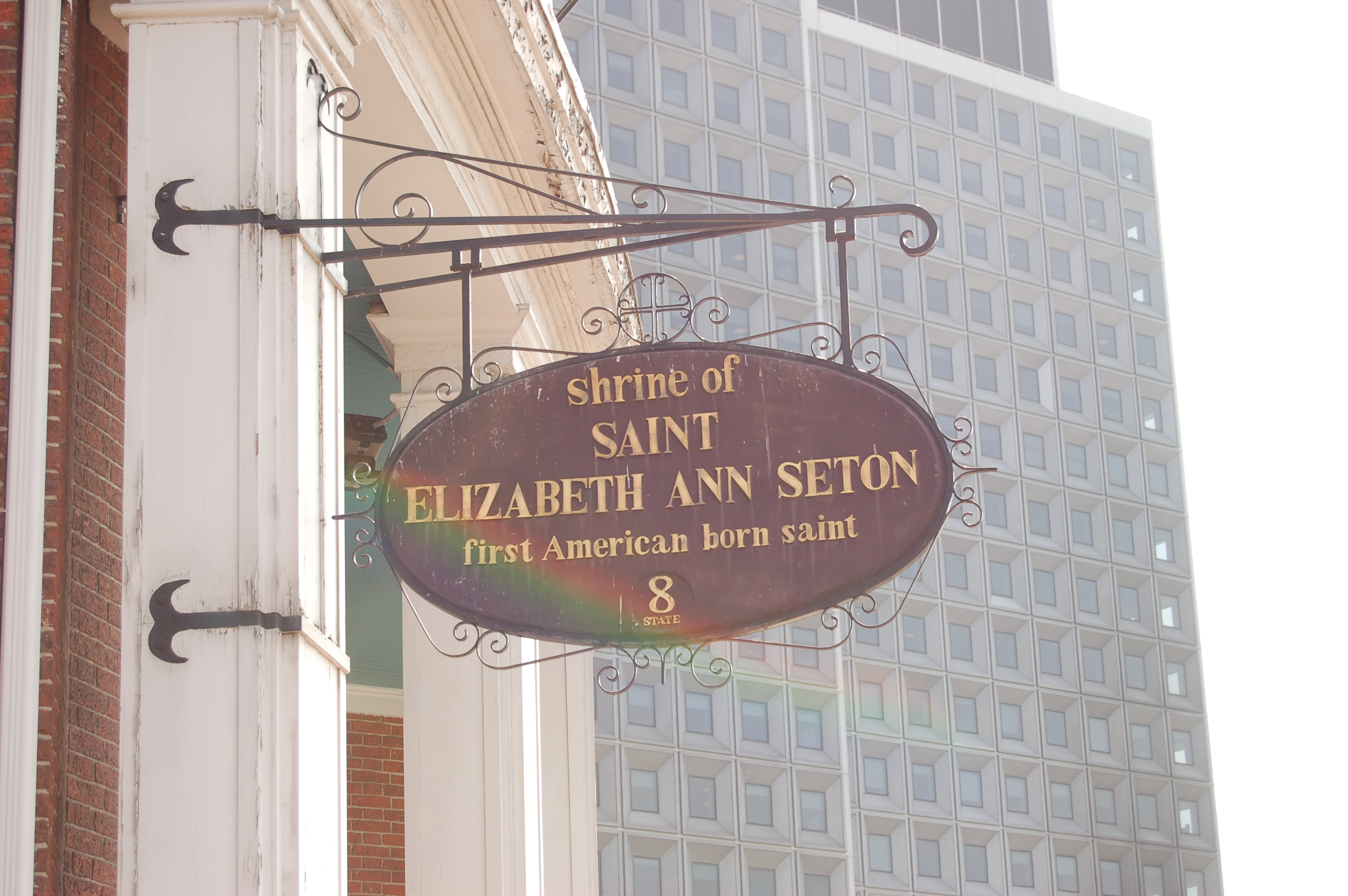
聖堂の看板

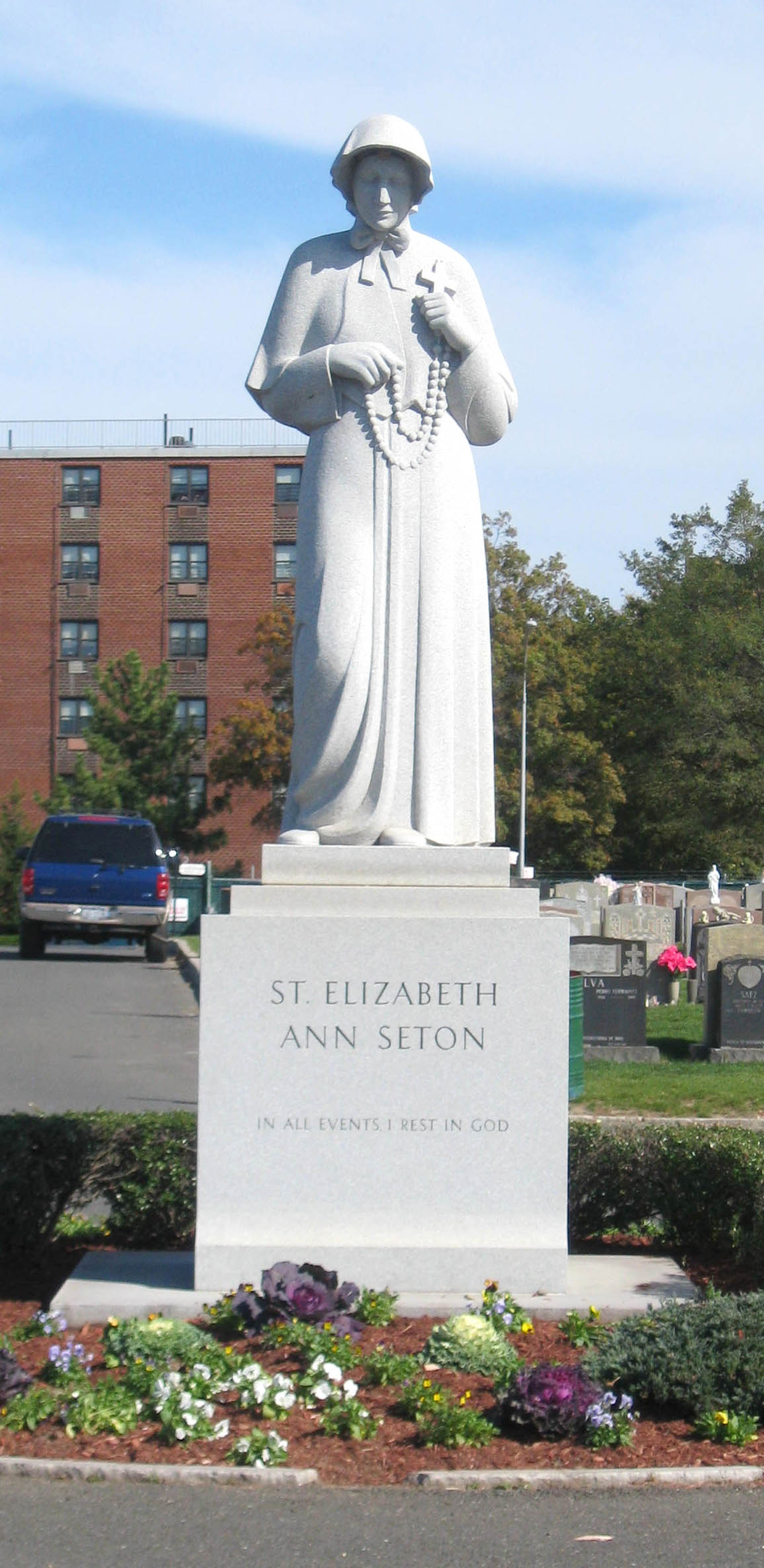
セント・レイモンズ墓地に建てられた聖エリザベス・アン・シートン像

エリザベスは聖餐、聖典、そして聖母マリアに深く傾倒していた。詩篇23篇はエリザベスが生涯を通して好んだ祈りである。エリザベスは、聖ルイーズ・ド・マリヤックや聖ビンセンシオ・ア・パウロの精神を取り入れた祈りや奉仕をする女性だった。しかし ナポレオン戦争により、フランスからの物資は禁輸となり、フランスの愛徳姉妹会との関係は絶たれてしまった。エリザベスは、エミスバーグの共同体がフランスの愛徳姉妹会と合流し、アメリカにおける支部となることを構想していた。これが実現するのは1850年に入ってからである。
今日、エミスバーグの聖ヨセフ愛徳修道女会にその発祥を持つ共同体が6つある。元となったエミスバーグにある修道女たちの共同体（現在は愛徳姉妹会と合流）に加えて、これらの共同体は、アメリカ合衆国ではニューヨーク、オハイオ州・シンシナティ、ニュージャージー州・コンベント・ステーション、ペンシルバニア州・グリーンズバーグ、カナダのノバスコシア州・ハリファックスに所在している。
メリーランド州・エミスバーグにあるマザー・シートン学校は、セント・ジョゼフス・アカデミー・アンド・フリー・スクールがその元となっている。その校舎は、元にあった場所と1マイルも離れておらず、ヴィンセンシアン系列の共同体により経営されている。
フィリピンのラスピニャス、BFリゾート・ヴィレッジには、エリザベス・シートン校が1975年に設立された。この年はエリザベスが列聖された年である。この学校はこの市で最も大きいカトリック校である。シートン家庭学習校はヴァージニア州に拠点を持つカトリック教会の家庭学習プログラムであり、聖エリザベス・シートンにちなんでその名をつけられた。
シートン・ホール単科大学は正式に設立されたのが1856年9月1日で、ニュージャージー州・ニューアーク教区の司教・ジェームス・ルーズベルト・ベイリー（セオドア・ルーズベルト大統領のいとこでもある。）によって設立された。彼はエリザベスの甥でもあり、叔母にちなんで命名した。
シートン・ヒルズ校 (現在のシートン・ヒルズ大学)は、聖エリザベス・アン・シートンにちなんで命名され、1885年に愛徳修道女会によって設立され、現在でもペンシルバニア州・グリーンバーグで、同会によって経営されている。
数多くのカトリック教会がマザー・シートンにちなんで命名されているが、メリーランド州のクロフトンには、1975年に設立された聖エリザベス・アン・シートン小教区教会がある。バルチモア大司教区に属し、同じ管区内にはエリザベスが設立したセント・ジョゼフス・アカデミー・アンド・フリー・スクールがある。
ヴァージニア州・マナサスのシートン校もマザー・シートンにちなんで名づけられた。他にはテキサス州に聖エリザベス・シートンカトリック教会がある。

## 列聖

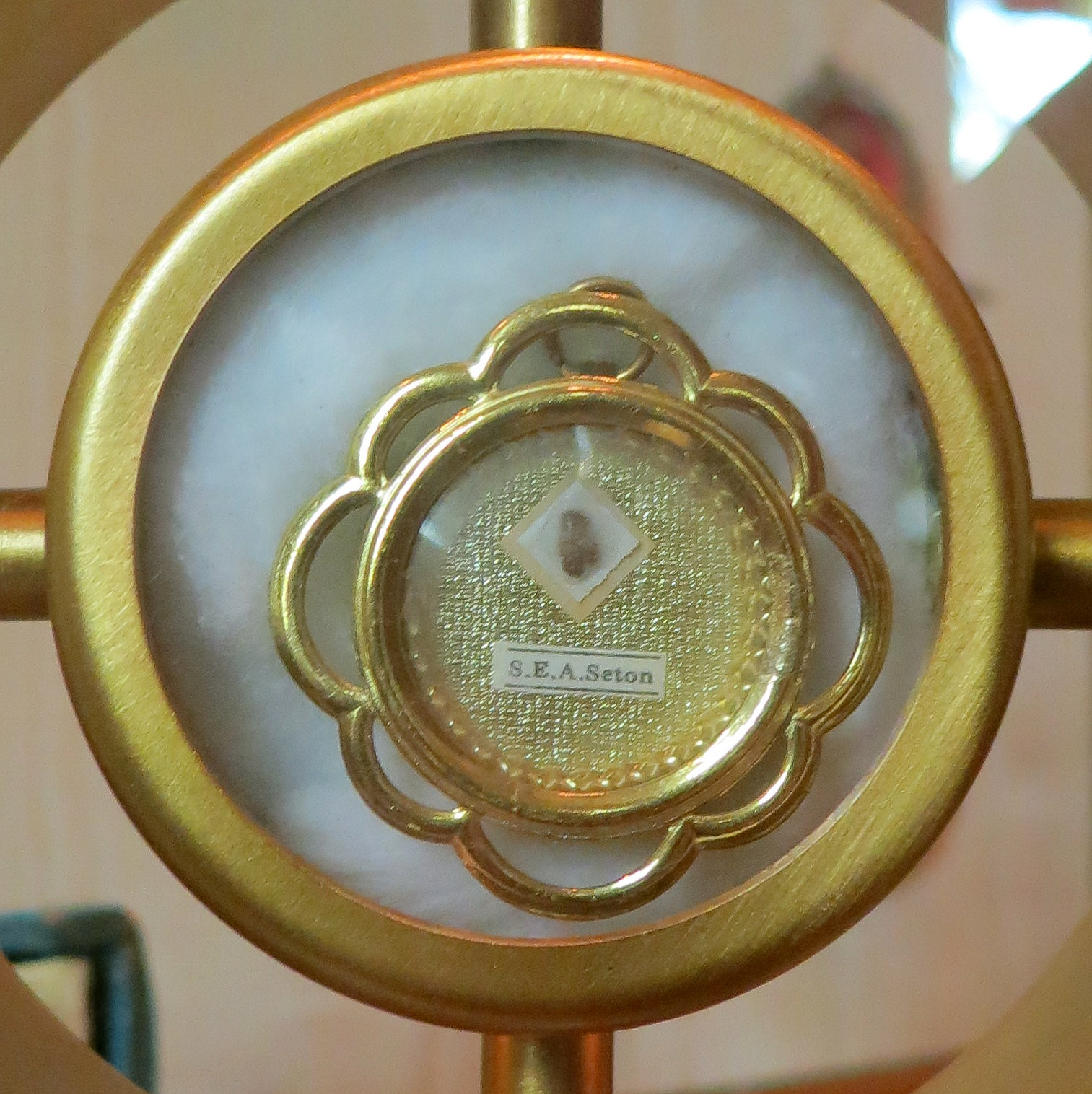
オハイオ州・コロンブス、聖パトリック・カトリック教会にある聖エリザベス・アン・シートン遺跡の標識

エリザベス・アン・シートンは1963年3月17日、教皇ヨハネ23世によって 列福された。この時教皇演説は「とても小さな家の中でも、そこは慈悲深い行いをするのには十分なスペースである。エリザベス・アン・シートンがアメリカに蒔いた種は神の恵みにより大きなきに成長した。」というものだった。
1975年9月14日には教皇パウロ6世によって 列聖され、それを祝う式典で の教皇の言葉は「エリザベス・アン・シートンは、聖人であり、聖エリザベス・アン・シートンはアメリカ人である。私たち全ては特別な喜びを持ち、そして、聖人暦の中の最初の花として彼女を輩出した国土と国家を称え、このように言う。エリザベスシートンは、完全にアメリカ人である！あなたの素晴らしい娘を喜び祝いなさい。彼女を誇りに思いなさい。そして彼女が実らせた遺産をどのように保つか、その方法を知っておくようにしなさい。」 
聖エリザベス・アン・シートンの祝日は1月4日である。
エリザベス・シートンは航海による旅人の保護聖人である。